# Longtan Shuiku
Longtan Shuiku är en reservoar i Kina. Den ligger i provinsen Liaoning, i den nordöstra delen av landet, omkring 240 kilometer väster om provinshuvudstaden Shenyang. Longtan Shuiku ligger 309 meter över havet. Arean är 1,4 kvadratkilometer. Trakten runt Longtan Shuiku består till största delen av jordbruksmark. Den sträcker sig 2,0 kilometer i nord-sydlig riktning, och 1,8 kilometer i öst-västlig riktning.
Genomsnittlig årsnederbörd är 712 millimeter. Den regnigaste månaden är juni, med i genomsnitt 176 mm nederbörd, och den torraste är januari, med 2 mm nederbörd.